# Solasteridae
Solasteridae (лат.) — семейство морских звёзд отряда вальватид (Valvatida).
Это крупные звезды с большим центральным диском, из которого расходятся многочисленные лучи, длинные, мясистые и более или менее цилиндрические. Аборальная сторона обычно усилена сетчатой сетью известковых косточек. Краевые пластинки имеют вид одиночного ряда увеличенных паксил, с вторым, более узким рядом. Эти звезды по сути являются плотоядными, иногда чрезвычайно эффективными.
Подавляющее большинство видов обитают в умеренных и холодных водах, при этом большинство из них глубоководные. В 2020 году было проведено исследование, в результате которого из семейства исключили несколько таксономических групп.
Представители семейства известны в ископаемом виде.

## Классификация
Семейство включает следующие роды:
- Crossaster Müller & Troschel, 1840
- Heterozonias Fisher, 1910
- Laetmaster Fisher, 1908
- Lophaster Verrill, 1878
- Paralophaster Fisher, 1940
- Rhipidaster Sladen, 1889
- Solaster Forbes, 1839

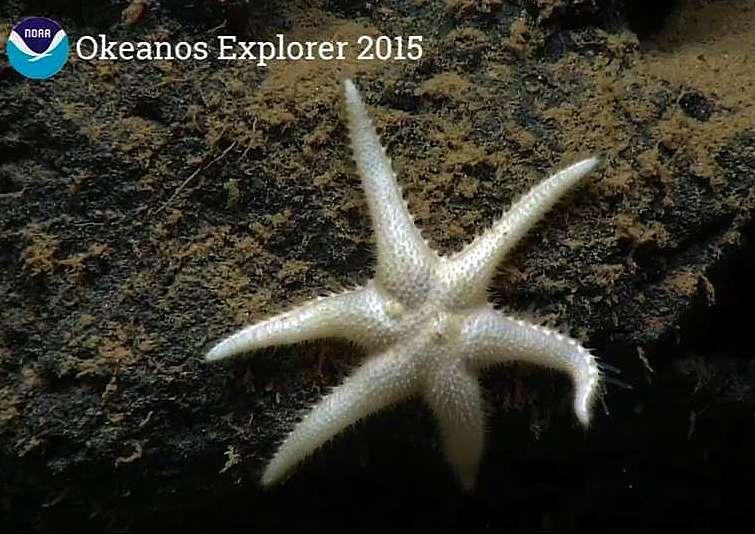
Laetmaster spectabilis
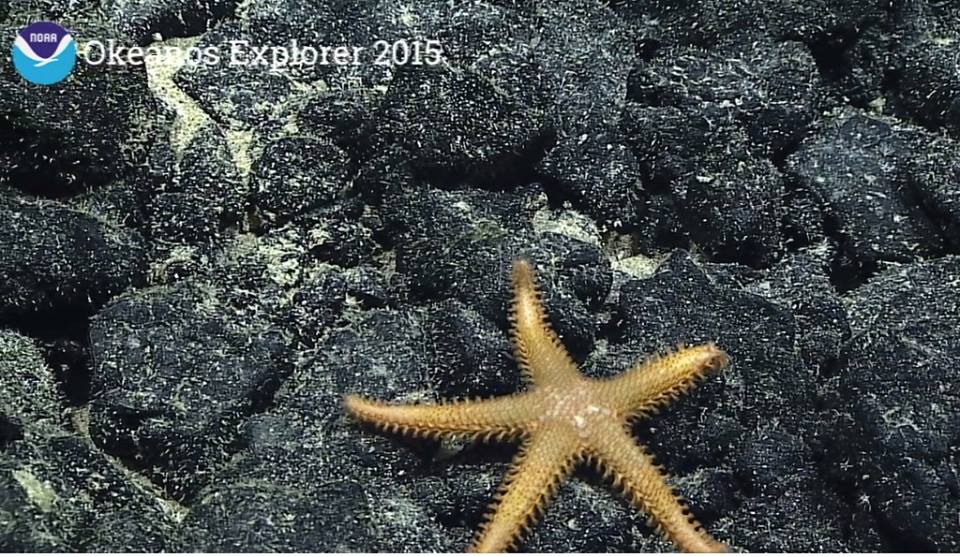
Lophaster sp.
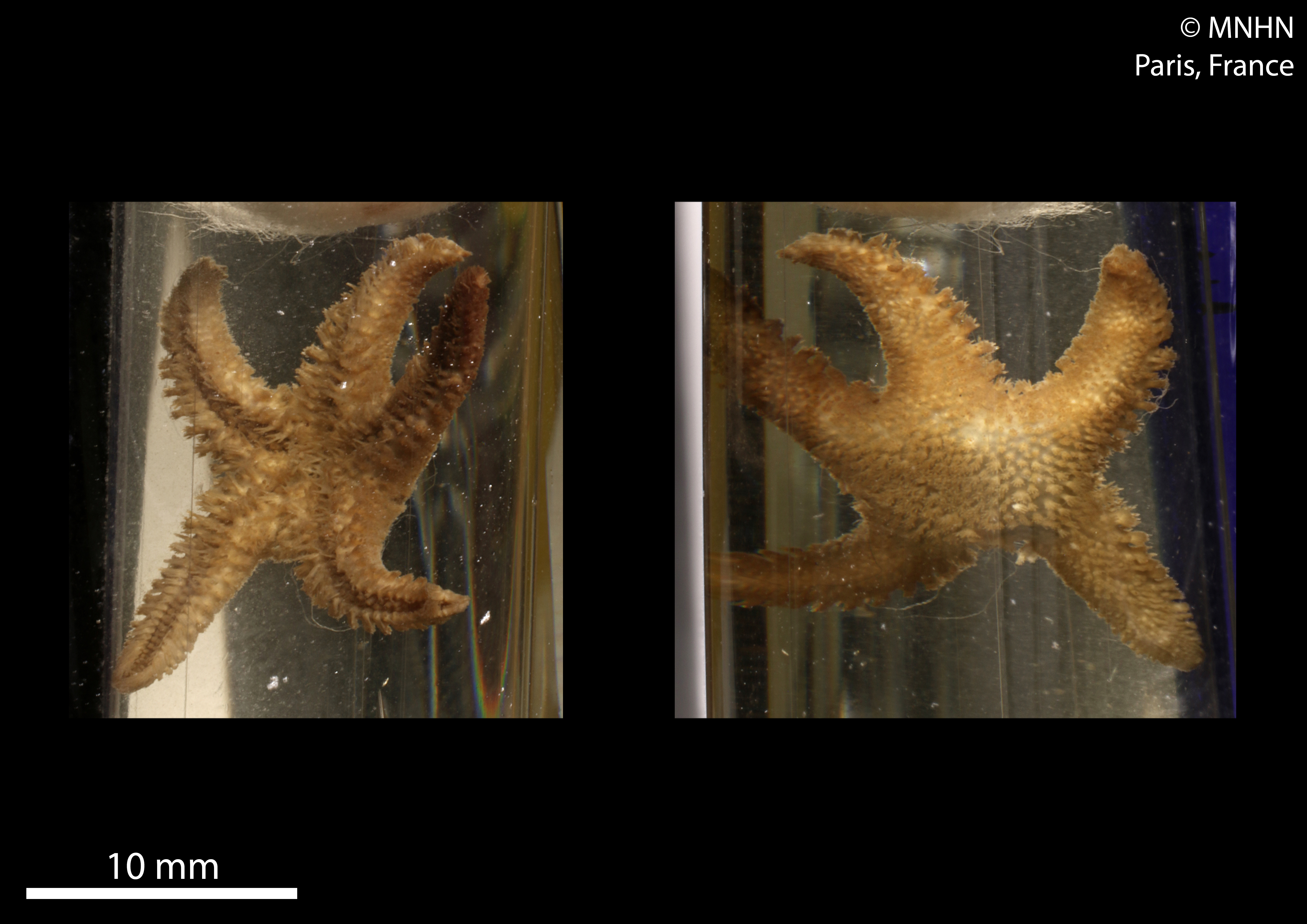
Paralophaster antarcticus
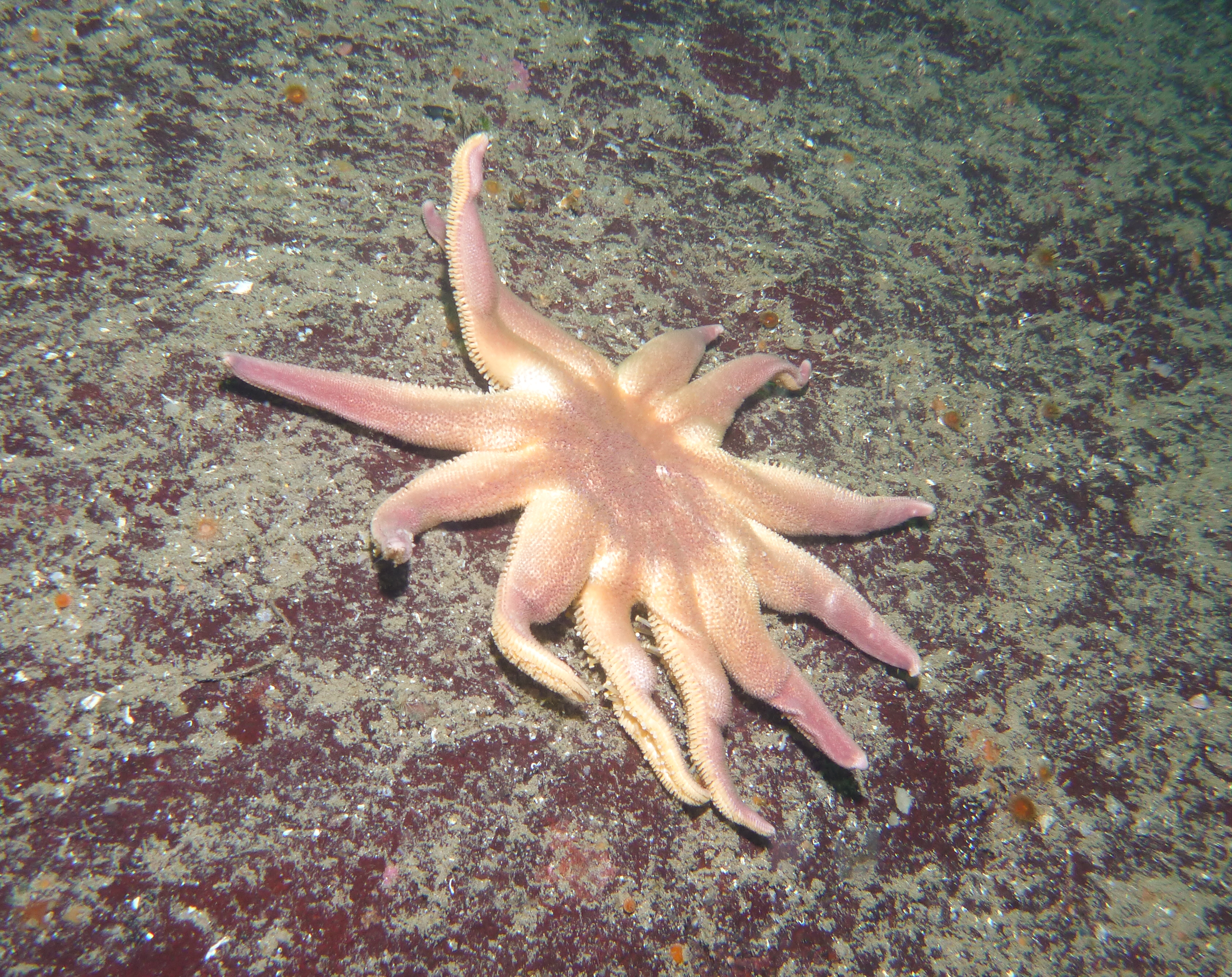
Solaster dawsoni
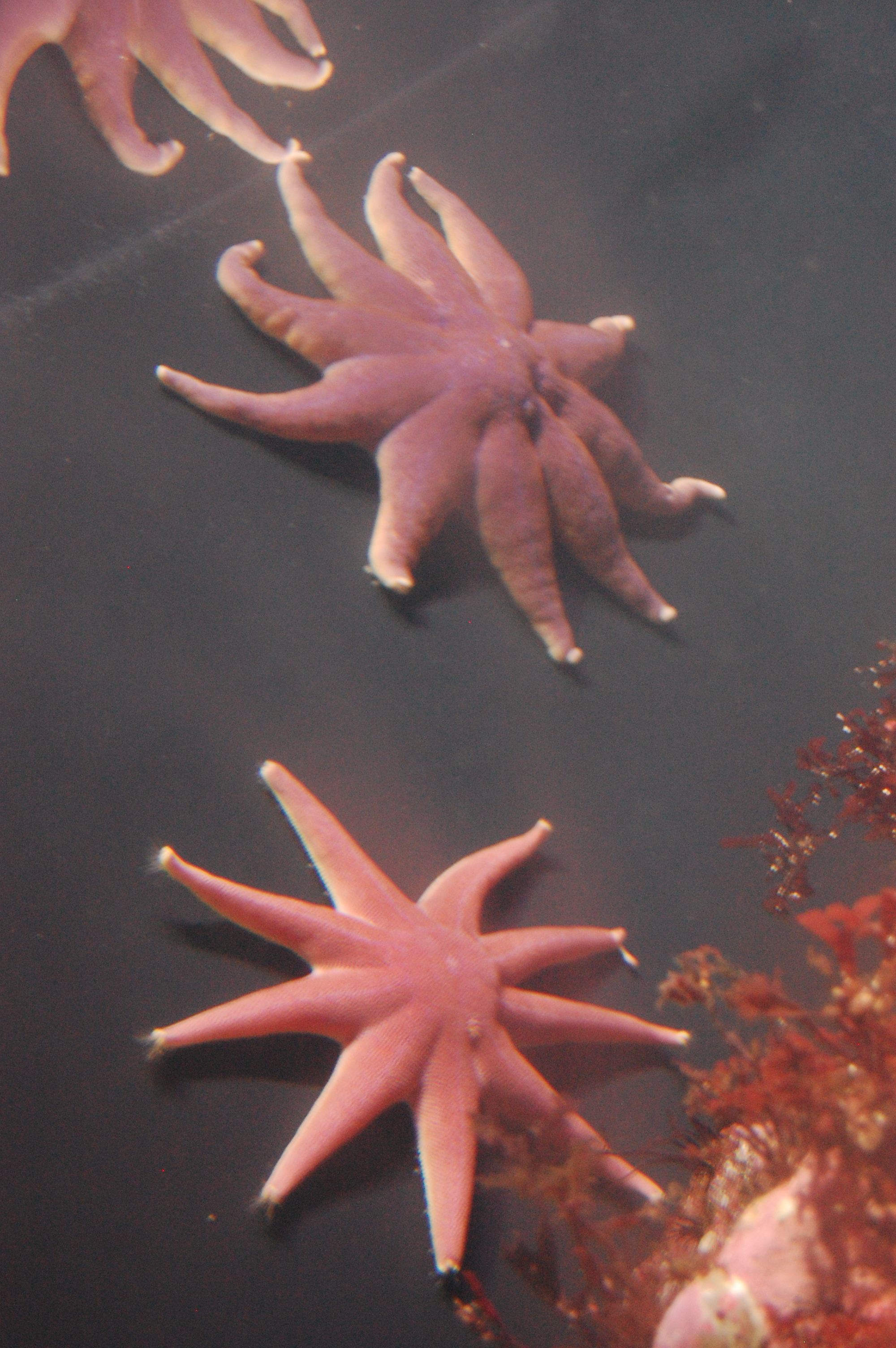
Solaster endeca
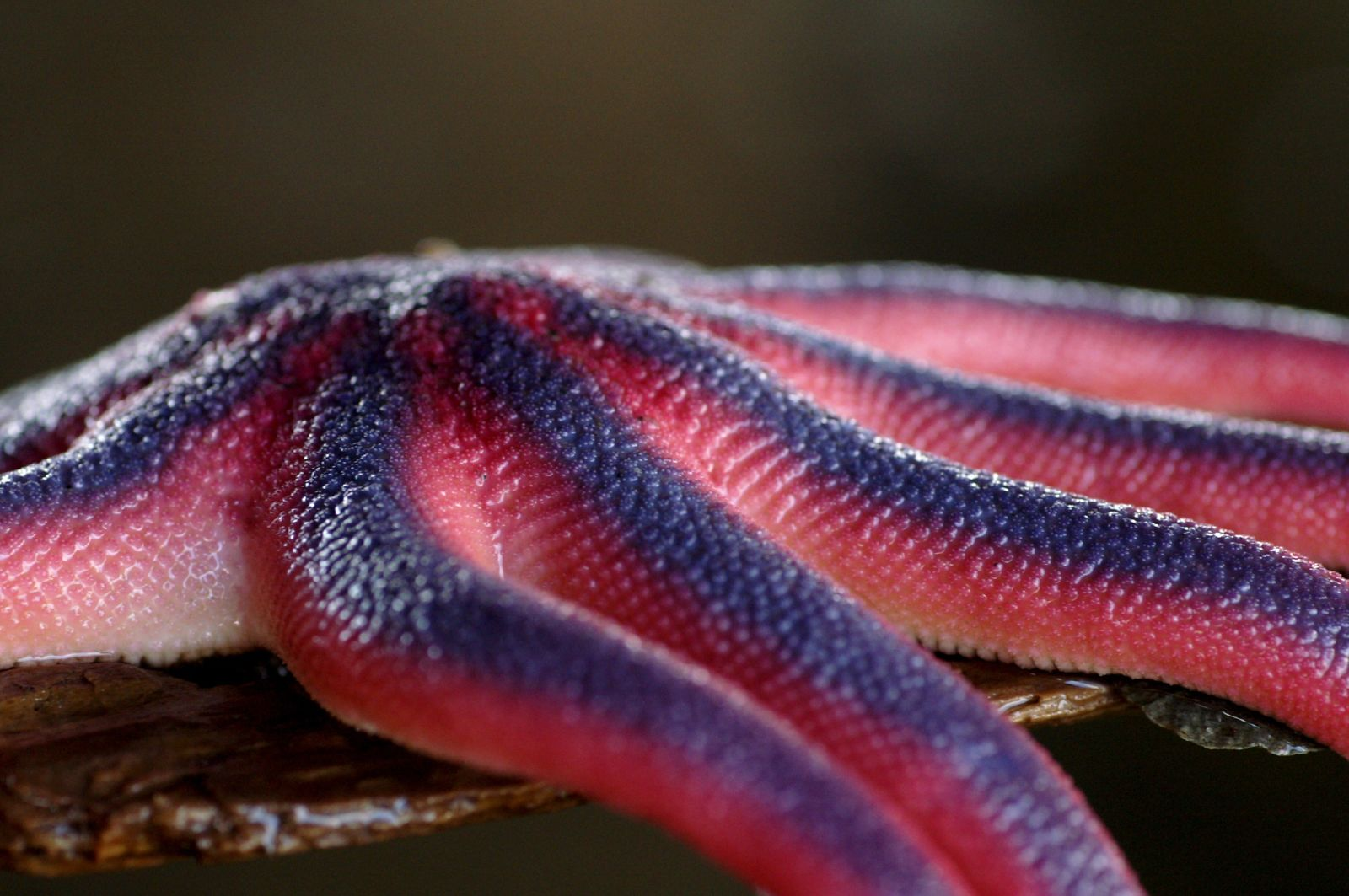
Solaster stimpsoni